# Playa de Calahonda (Motril)
La playa de Calahonda es una de las playas  situada en el municipio español de Motril, en la provincia de Granada, comunidad autónoma de Andalucía. Posee una longitud de alrededor de 1200 metros y un ancho promedio de 40 metros.